# Chính sách thị thực của Chile
|                                                          |  |
| Dấu nhập và xuất cảnh Chile trên một hộ chiếu Singapore. |  |

Du khách đến Chile phải xin thị thực từ một trong những phái bộ ngoại giao Chile trừ khi họ đến từ một trong những nước được miễn thị thực. Chile có các chính sách thị thực hai chiều với một số nước khác.

## Bản đồ chính sách thị thực

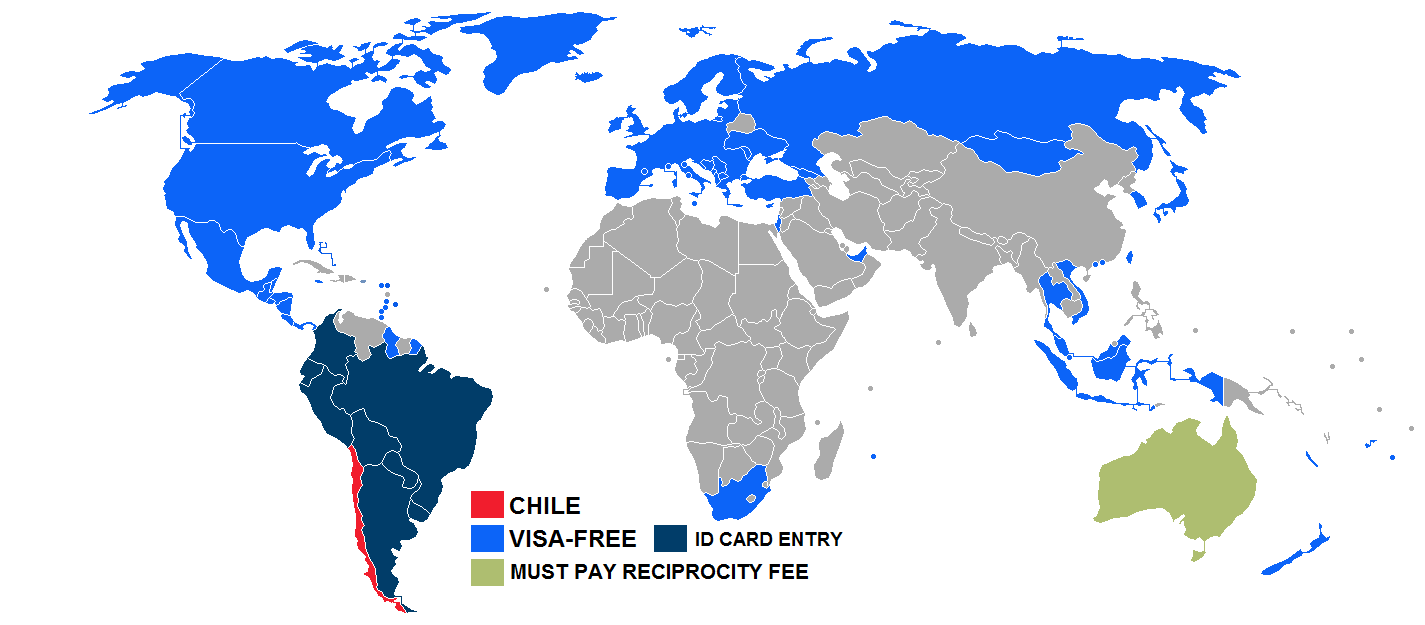
Chính sách thị thực Chile

## Chính sách thị thực
Người sở hữu hộ chiếu của 90 quốc gia và vùng lãnh thổ sau có thể đến Chile mà không cần thị thực lên đến 90 ngày (trừ khi được ghi chú):
| - Tất cả công dân Liên minh Châu Âu \| - Albania - Andorra - Antigua và Barbuda - ArgentinaID - Bahamas - Barbados - Belize - BoliviaID - Bosna và Hercegovina - BrasilID - Canada - ColombiaID - Costa Rica - EcuadorID - El Salvador - Fiji - Gruzia - Grenada - Guatemala - Guyana - Haiti - Honduras - Hồng Kông - Iceland - Indonesia (60 days) - Israel - Jamaica - Nhật Bản - Liechtenstein - Macao (30 days) - Macedonia - Malaysia (30 days) \| - Mauritius - Moldova - Monaco - Montenegro - New Zealand - Nicaragua - Na Uy - Panama - ParaguayID - PeruID (60 ngày) - Nga - Saint Kitts và Nevis - Saint Lucia - Saint Vincent và Grenadines - San Marino - Serbia - Singapore (30 ngày) - Nam Phi - Hàn Quốc - Thụy Sĩ - Đài Loan - Thái Lan - Tonga - Trinidad và Tobago - Thổ Nhĩ Kỳ - Ukraina - Hoa Kỳ - UruguayID - Thành Vatican - VenezuelaID - Việt Nam (từ 11 tháng 8 năm 2017)[4] \| \| | |  |
| - Albania - Andorra - Antigua và Barbuda - ArgentinaID - Bahamas - Barbados - Belize - BoliviaID - Bosna và Hercegovina - BrasilID - Canada - ColombiaID - Costa Rica - EcuadorID - El Salvador - Fiji - Gruzia - Grenada - Guatemala - Guyana - Haiti - Honduras - Hồng Kông - Iceland - Indonesia (60 days) - Israel - Jamaica - Nhật Bản - Liechtenstein - Macao (30 days) - Macedonia - Malaysia (30 days) | - Mauritius - Moldova - Monaco - Montenegro - New Zealand - Nicaragua - Na Uy - Panama - ParaguayID - PeruID (60 ngày) - Nga - Saint Kitts và Nevis - Saint Lucia - Saint Vincent và Grenadines - San Marino - Serbia - Singapore (30 ngày) - Nam Phi - Hàn Quốc - Thụy Sĩ - Đài Loan - Thái Lan - Tonga - Trinidad và Tobago - Thổ Nhĩ Kỳ - Ukraina - Hoa Kỳ - UruguayID - Thành Vatican - VenezuelaID - Việt Nam (từ 11 tháng 8 năm 2017) |  |

ID - Cũng có thể nhập cảnh bằng thẻ ID.
Công dân các nước sau cũng có thể đến Chile không cần thị thực lên đến 90 ngày nhưng phải trả phí khi nhập cảnh:
| - Úc - Mexico |

Công dân các nước sau có thể xin thị thực du lịch hoặc công tác miễn phí, hoặc đến Chile không cần thị thực lên đến 90 ngày nếu họ sở hữu bất cứ loại thị thực nào (trừ thị thực quá cảnh) được cấp bởi Canada hoặc Hoa Kỳ với hiệu lực nhiều hơn sáu tháng:
| - Trung Quốc |

Chỉ người sở hữu hộ chiếu ngoại giao hoặc công vụ của Bangladesh, Botswana, Trung Quốc, Cộng hòa Dominica, Ai Cập, Guyana, Ấn Độ, Jordan, Maroc, Philippines, Sri Lanka, Suriname, Tunisia, Tuvalu, Ukraina, Các Tiểu vương quốc Ả Rập Thống nhất và Việt Nam không cần thị thực.
Một thỏa thuận giữa  Belarus và Chile về miễn thị thực hai chiều cho người sở hữu hộ chiếu ngoại giao hoặc công vụ được ký vào tháng 11 năm 2016 nhưng chưa được thông qua.

### Thẻ đi lại doanh nhân APEC
Người sở hữu hộ chiếu được cấp bởi các quốc gia sau mà có thẻ đi lại doanh nhân (ABTC) có mã "CHL" ở mặt sau nghĩa là họ có thể đi công tác Chile mà không cần thị thực lên đến 90 ngày.
ABTC được cấp cho công dân của:
| - Úc - Brunei - Trung Quốc - Hồng Kông - Indonesia - Nhật Bản - Hàn Quốc - Malaysia - Mexico | - New Zealand - Papua New Guinea - Peru - Philippines - Nga - Singapore - Đài Loan - Thái Lan - Việt Nam |  |

## Thống kê du khách
Hầu hết du khách đến Chile đều đến từ các quốc gia sau:
| quốc gia       | 2016      | 2015      |
| -------------- | --------- | --------- |
| Argentina      | 2.900.709 | 1.946.876 |
| Brasil         | 438.915   | 455.965   |
| Bolivia        | 437.154   | 419.822   |
| Peru           | 403.605   | 359.857   |
| Hoa Kỳ         | 208.623   | 186.613   |
| Colombia       | 119.324   | 105.317   |
| Tây Ban Nha    | 77.987    | 73.362    |
| Pháp           | 77.129    | 69.995    |
| Đức            | 73.854    | 71.055    |
| Venezuela      | 71.034    | 45.918    |
| Vương quốc Anh | 51.611    | 46.520    |
| Úc             | 50.968    | 46.010    |
| Haiti          | 46.962    | 13.112    |
| Uruguay        | 46.698    | 39.771    |
| México         | 44.536    | 45.316    |
| Ý              | 41.523    | 33.512    |
| Canada         | 38.388    | 33.915    |
| Ecuador        | 38.370    | 31.993    |
| Paraguay       | 24.051    | 25.284    |
| Trung Quốc     | 22.992    | 15.404    |
| Tổng           | 5.448.975 | 4.287.546 |